# Евтихий II (патриарх Александрийский)
Патриа́рх Евти́хий (греч. Πατριάρχης Ευτύχιος, в миру Саид ибн (ал-) Батрик, араб. سعيد بن البطريق‎ — «сын патриция»; 10 сентября 876 — 11 мая 940) — Патриарх Александрийский (933—940), автор медицинских, богословских и исторических сочинений. Сочинения Евтихия включены в 111-й том Patrologia Graeca.

## Биография
Родился в Фустате. Был известен как врач и историк. Свои сочинения писал на арабском языке.
В 933 году был избран александрийским патриархом, известен своей борьбой с коптами-иаковитами.
Сохранились книги Евтихия по медицине, рассуждение о христианских постах, Пасхе и праздниках, разговор между христианином и неверным (то есть между православным и иаковитом). Наиболее известна его краткая всеобщая история (от сотворения мира до 937 года), названная «Назм аль-джаухар», содержащая массу уникальных сведений о прошлом народов Ближнего Востока, — едва ли не первое на арабском языке изложение библейской и византийской истории, а также описание с православных позиций эпохи Вселенских Соборов. Этим сочинением Евтихий восстановил преемство арабоязычных христиан с византийской культурно-исторической традицией, способствовав полноценному приспособлению мелькитов к реалиям арабо-мусульманского мира.
При Евтихии была реорганизована патриаршья библиотека, он придал ей нынешний вид церковной библиотеки при резиденции предстоятеля церкви.